# Lemme d'unicité des mesures de probabilité
Cet article court présente un sujet plus développé dans : lemme de classe monotone et tribu engendrée.
Le lemme d'unicité des mesures de probabilité est l'énoncé suivant :
Deux mesures de probabilité {\displaystyle \mathbb {P} \ }  et {\displaystyle \mathbb {Q} \ }  définies sur un espace probabilisable
{\displaystyle (\Omega ,{\mathcal {B}})}  qui coïncident sur un ensemble d'événements {\displaystyle {\mathcal {U}}\subset {\mathcal {B}}} stable par intersection (finie) coïncident aussi sur la tribu engendrée par  {\displaystyle {\mathcal {U}}}  :